# Dezső Novák
Dezső Novák (Ják, 3 febbraio 1939 – 26 febbraio 2014) è stato un allenatore di calcio e calciatore ungherese, di ruolo difensore.

## Carriera

### Calciatore

#### Club
Cresciuto nelle giovanili dell'Egyházasrádóc, Novák nel 1955 si trasferì allo Szombathelyi Postás e l'anno seguente allo Szombathelyi Haladás, in cui rimase fino al 1961.
Nel 1961 passò al Ferencváros con cui fino al 1972, anno del ritiro dal calcio giocato, vinse 4 campionati ungheresi, una Coppa d'Ungheria e a livello internazionale una Coppa delle Fiere nel 1964-1965.

#### Nazionale
Con la Nazionale di calcio dell'Ungheria Novák disputò tre edizioni del Torneo olimpico di calcio, vincendo la medaglia di bronzo nel 1960 e quella d'oro nel 1964 e nel 1968. In totale alle Olimpiadi Novák giocò 13 partite realizzando 2 gol, entrambi nel 1968 contro il Giappone.
Novák esordì nella Nazionale maggiore ungherese il 25 ottobre 1959 contro la Svizzera. Con l'Ungheria prese parte all'Europeo 1964 in Spagna concluso al 3º posto grazie a 2 sue reti nei tempi supplementari nella finale per il terzo posto disputata contro la Danimarca. Questi 2 gol gli valsero anche il titolo di capocannoniere della manifestazione a pari merito con il connazionale Ferenc Bene e lo spagnolo Jesús María Pereda. In totale con la Nazionale ungherese collezionò 9 presenze e 3 gol.

### Allenatore
Dopo essersi ritirato dal calcio giocato Novák iniziò ad allenare la squadra riserve del Ferencváros. Nel 1973 fu nominato allenatore della prima squadra, che successivamente allenò in altri due periodi, dal 1980 al 1983 vincendo un campionato ungherese, e dal 1994 al 1986, vincendo altri due campionati nazionali.
Fu inoltre alla guida del Dunaújváros, del Bajai, del Volán, dello Haladás, del Deutschkreutz in Austria, dell'Al-Ittihad in Arabia Saudita e per due volte della Nazionale olimpica ungherese.

## Palmarès

### Giocatore

#### Club
- Campionato ungherese: 4

Ferencváros: 1962-1963, 1964, 1967, 1968
- Coppa d'Ungheria: 1

Ferencváros: 1971-1972
- Coppa delle Fiere: 2

Ferencváros: 1964-1965

#### Nazionale
- Bronzo olimpico: 1

Roma 1960
- Oro olimpico: 2

Tokyo 1964, Città del Messico 1968

#### Individuale
- Capocannoniere dell'Europeo: 1

Spagna 1964 (2 gol, a pari merito con Pereda e Bene)

### Allenatore

#### Club
- Campionato ungherese: 3

Ferencváros: 1980-1981, 1994-1995, 1995-1996

#### Individuale
- Allenatore ungherese dell'anno: 1

1981